# Aleksinac
Aleksinac (serbio cirílico: Алексинац) es una ciudad y un municipio situados en el Distrito de Nišava de la Serbia del Sur. Según el censo de 2011, la ciudad tiene una población de 17 978 habitantes, mientras que el municipio tiene 51 863 habitantes.
El nombre de la ciudad deriva en última instancia del nombre de pila Alexander. En serbio estándar, Aleksinac se pronuncia con el énfasis en la primera sílaba, pero los locales tienden a pronunciarlo con la tensión en la segunda sílaba.

## Historia

### Prehistoria y antigüedad
El territorio del municipio de Aleksinac ha estado habitado desde el Neolítico. La mayoría de los asentamientos de la zona pertenecen al grupo cultural Vinča, y están ubicados en el lado oeste del río Morava del Sur.
Después de la caída del imperio romano, este territorio fue incluido en la provincia de Mesia y después del año 293 d. C., se encontraba en la provincia mediterránea de Dacia. Una carretera militar romana (Via Militaris) fue construida en el siglo I d. C. en todo el territorio. También había dos estaciones para el descanso (mansio) y el cambio de caballos (mutatio) a lo largo del camino en el territorio de Aleksinac: Praesidium Pompei y Rappiana. Su ubicación aún se desconoce. También se sabe que en este período  existieron algunas fortalezas (Castell), pero se desconocen sus nombres, a excepción del Castell Milareca en el cerro Gradiste (228 m).

### Edad Media
Desde el año 476 este territorio estuvo bajo el dominio bizantino. Hay evidencias de asentamientos de esta época, sin embargo, sus nombres siguen siendo desconocidos.
Durante los reinados de los emperadores Focas (602-610) y Heraclio (610-641), los pueblos eslavos habitan en la península de los Balcanes. En 614 arrasaron Niš. La Vía Militaris pasó a llamarse Camino Militar Medieval y fue utilizada por los cruzados de las primeras cuatro cruzadas para llegar a Constantinopla pasando por el territorio del municipio de Aleksinac.
Durante el reinado de la dinastía Nemanjić, este territorio estuvo bajo el control directo del estado. Después de la muerte de Uroš V se incluyó en el territorio de Moravia Serbia bajo el príncipe Lazar y sus sucesores. Dos ciudades medievales, Bolvan y Lipovac, datan de este período.

### Imperio otomano
Aleksinac se mencionó por primera vez en 1516 en la «Kruševački Tefter», que era un censo de ciudades y sus residentes hechas por los turcos para vigilar los impuestos, como una aldea perteneciente a la provincia de Bolvan y  sanjacado de Kruševac. Se mantuvo como aldea hasta el final del siglo XVI cuando se convirtió en asentamiento de la ciudad.
A mediados del siglo XVII, Aleksinac era una ciudad con más de 100 comercios y debido a su ubicación estratégica en la carretera a Estambul, se convirtió en una importante estación de viajes y caravanas. Su importancia puede ser respaldada por el hecho de que los turcos construyeron una fortaleza para protegerla de los proscritos en 1616. El desarrollo de Aleksinac se detuvo durante la llamada Gran Guerra Turca (1683-1699). Aleksinac fue conquistada por el ejército austríaco (el general Ludwig de Baden lo liberó) y luego fue saqueada por los soldados de Jegen-Osman Pasha. Los habitantes serbios de Aleksinac se unieron a las Grandes Migraciones serbias a la Monarquía de los Habsburgo y algunos de ellos se establecieron en Buda. Aleksinac fue destruido nuevamente por el fuego durante la segunda guerra austro-turca (1716-1718) cuando el gran visir Hallil Pasha fue derrotado bajo las murallas de Belgrado. En su retirada, incendió todos los asentamientos hasta llegar a Niš.
Después de la tercera Guerra Austro-Turca (1737-1739), Aleksinac se convirtió en un importante centro de comercio y artesanía. Muchas caravanas pasaban por allí para intercambiar mercancías de todo el Imperio Otomano y el centro de Europa. Al mismo tiempo, se convirtió en el centro del condado de Aleksinac, que en 1784 consistía en 17 aldeas. Había 160 casas en Aleksinac en ese momento, 120 de ellas de cristianos y 40 de turcos.
Después de la cuarta guerra austro-turca (1787-1791) Aleksinac fue incendiada nuevamente por los forajidos turcos dirigidos por Osman Pazvantoğlu.

### Tiempos modernos
Aleksinac y sus alrededores se unieron al Primer levantamiento serbio en enero de 1806. También incluyó algunos pueblos de la margen derecha del río Morava del Sur que fueron liberados por el ejército de Petar Dobrnjac. Los asentamientos de la orilla izquierda fueron liberados por Mladen Milovanović y Stanoje Glavaš. Tan pronto como la ciudad fue liberada, el capitán Vuča Žikić construyó las famosas trincheras de Deligrad en el lado norte de Aleksinac, lo que le dio fama en las batallas con los turcos, especialmente en 1806.
Después de la derrota del Primer levantamiento serbio, Aleksinac permaneció bajo el dominio turco hasta diciembre de 1832 cuando se convirtió en parte integral de la Serbia del príncipe Miloš. Durante su primer reinado, Aleksinac se convirtió en el centro económico del sureste de Serbia con numerosos establecimientos de artesanía y comercio, y se convirtió en un importante centro gubernamental. Se convirtió en el centro de la corte y del condado. La tercera oficina postal en Serbia (después de Belgrado y Kragujevac) se abrió en Aleksinac para los correos serbios y austríacos y también fue el lugar donde el correo inglés enviaba y recibía el correo de Turquía. También se construyeron en Aleksinac la oficina de aduanas y la estación de cuarentena. Aleksinac también fue el escenario de grandes batallas con los turcos en la Primera Guerra serbo-turca en 1876, con una única victoria cierta en Šumatovac, a 3 km de Aleksinac.
De 1929 a 1941, Aleksinac formaba parte de la provincia de Morava Banovina del Reino de Yugoslavia.
Aleksinac fue seriamente dañado durante el bombardeo de la OTAN en Yugoslavia en 1999.

## Asentamientos
Aparte de la ciudad de Aleksinac, el municipio incluye los siguientes asentamientos:

### Grupos étnicos
La composición étnica del municipio::
| Ethnic group  | Population |
| ------------- | ---------- |
| Serbios       | 47,563     |
| Romaníes      | 1,937      |
| Macedonios    | 98         |
| Montenegrinos | 68         |
| Croatas       | 50         |
| Yugoslavos    | 49         |
| Búlgaros      | 45         |
| Musulmanes    | 37         |
| Eslovenos     | 30         |
| Valacos       | 21         |
| Rumanos       | 20         |
| Albaneses     | 18         |
| Húngaros      | 16         |
| Rusos         | 15         |
| Goranis       | 13         |
| Otros         | 1,883      |
| Total         | 51,863     |

## Economía y recursos naturales
La industria principal en Aleksinac es la industria del metal, pero el municipio posee también tierras cultivables cerca del río Morava que se utiliza para grano, maíz y pimientos. La industria del carbón también era importante antes del incendio en noviembre de 1989.
El municipio de Aleksinac es rico en recursos naturales, especialmente en carbón, esquisto bituminoso, grava, arena y piedra caliza. La perforación de gas de esquisto comenzará en un futuro cercano, con una licitación actualmente en curso para los derechos contractuales.

## Educación

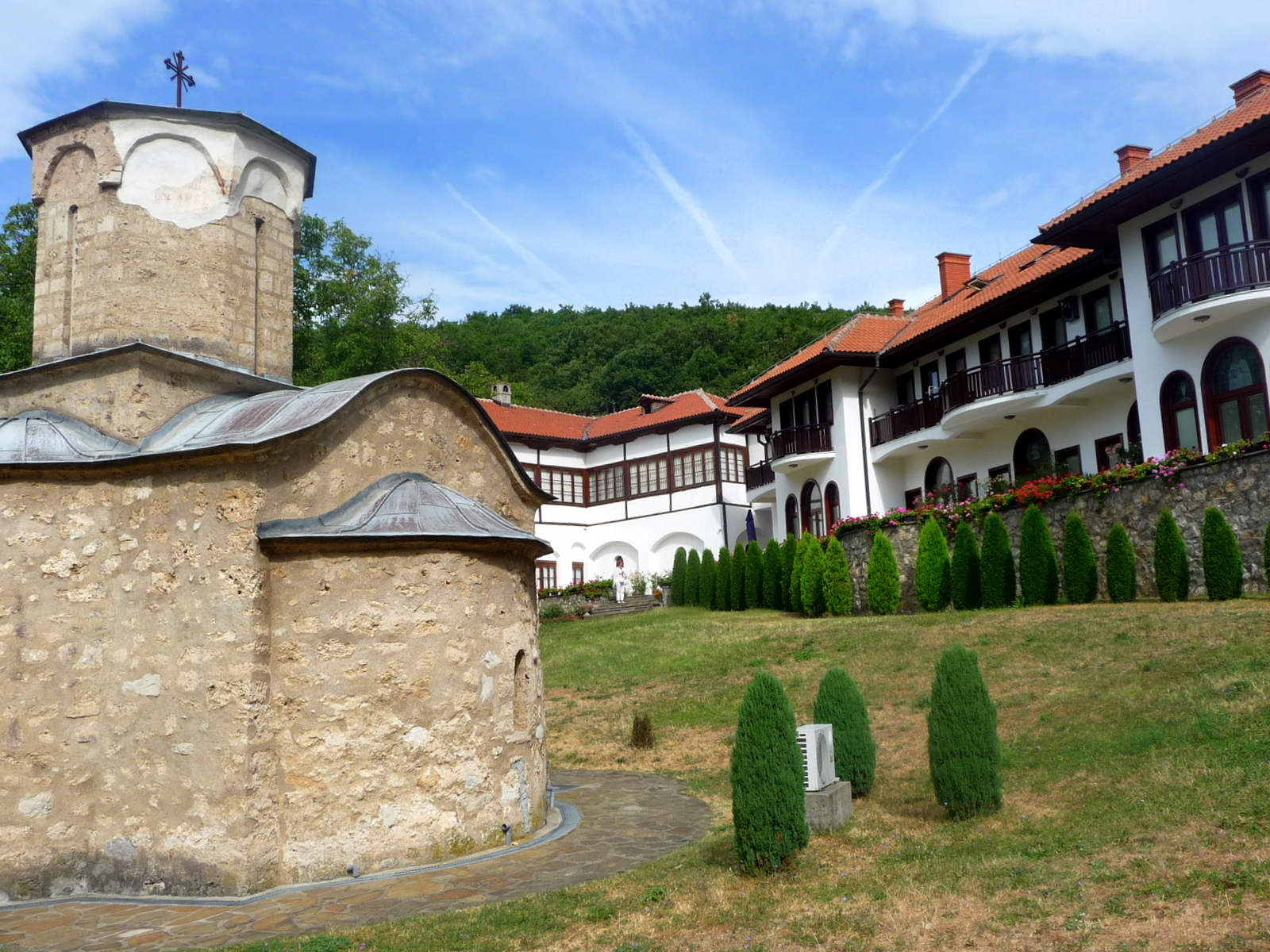
Monasterio de San Stefan en Lipovac.

La ciudad tiene dos escuelas primarias, «Ljupče Nikolić» y «Vozd Karadjordje» (antiguo nombre «Aca Milojević» cambiado en 2004), High (Grammar) Escuela «Aleksinačka gimnazija» (su antiguo nombre era «Drakče Milovanović», pero fue cambiado en 2004), la Escuela Secundaria Técnica «Prota Stevan Dimitrijevic» y la Universidad para Maestros de educación infantil. La construcción del edificio para la Escuela Secundaria Agrícola comenzó en 2006. Aleksinac también tiene una escuela para niños con necesidades especiales «Smeh i Suza», y la Escuela de Música Elemental «Vladimir Djordjevic».

## Turismo
El lago Bovan, situado a 15 millas náuticas del centro de Aleksinac, es un lugar muy visitado por los turistas. El monasterio medieval de San Stefan en Lipovac del siglo XV, construido por el déspota Stefan Lazarević está a 25 km de la ciudad. El monasterio está construido en las faldas de las laderas del monte Ozren (1175 m). También hay restos de dos ciudades medievales en las montañas que rodean Aleksinac: Bovan y Lipovac, sin embargo, no están bien conservadas.

## Museo
La ciudad alberga el Museo de Aleksinac.